# Лисий Ігор Едуардович
І́гор Едуа́рдович Лисий (14 травня 1967, с. Підлипне Конотопського району Сумської області) — український журналіст, поет, краєзнавець, педагог.

## Біографія
І. Лисий закінчив Підлипненську середню школу та Сумський державний педагогічний інститут імені А. С. Макаренка.
Трудову діяльність почав вчителем історії у школах № 4 та № 9 міста Конотопа, керував краєзнавчим гуртком міської станції юних туристів.
З березня 2006 р. працює кореспондентом міської громадсько-політичної газети «Конотопський край».

## Громадська діяльність
І. Лисий — член обласного літературного об'єднання.
Член Національної спілки краєзнавців України та Національної спілки журналістів України.
Лауреат кількох літературних та літературно-музичних конкурсів.

## Публікації
І. Лисий — автор віршів, оповідань, гумористичних мініатюр, що друкувались у періодичній пресі Києва, Сум та Конотопа. Також він написав кілька пісень на власні твори та вірші конотопських поетів.
Ігор Лисий — автор краєзнавчої розвідки «Народницький рух і Конотопщина» (Суми, 2005), збірки віршів «Мої пісні» (Суми, 2006), збірки нарисів «Літературні зорі Конотопщини» (Суми, 2007), краєзнавчого видання «Погляд у минуле. Історія та культура Конотопщини» (Суми, 2008).
16 березня 2016 року у великий залі Конотопської райдержадміністрації відбулась презентація художньо-документальної книги І. Лисого — «Байкар і лірик», присвяченої життєвому та творчому шляху Павла Юхимовича Ключини.
- Лисий Ігор Едуардович. Мої пісні [Текст]: вірші / І. Е. Лисий. — Суми: ВВП «Мрія-1» ТОВ, 2006. — 47 с. — ISBN 966-566-331-3
- Лисий Ігор Едуардович. Літературні зорі Конотопщини [Текст]: нариси про земляків / І. Е. Лисий. — Суми: Мрія-1, 2007. — 84 c.: фотоіл. — ISBN 978-966-566-363-8
- Лисий Ігор Едуардович. Погляд у минуле. Історія і культура Конотопщини [Текст] / І. Е. Лисий. — Суми: Мрія-1, 2008. — 114 c.: іл. — ISBN 978-966-566-398-0